# Liste der Baudenkmäler in Roden (Unterfranken)
Auf dieser Seite sind die Baudenkmäler in der unterfränkischen Gemeinde Roden zusammengestellt. Diese Tabelle ist eine Teilliste der Liste der Baudenkmäler in Bayern. Grundlage ist die Bayerische Denkmalliste, die auf Basis des Bayerischen Denkmalschutzgesetzes vom 1. Oktober 1973 erstmals erstellt wurde und seither durch das Bayerische Landesamt für Denkmalpflege geführt wird. Die folgenden Angaben ersetzen nicht die rechtsverbindliche Auskunft der Denkmalschutzbehörde.
 Diese Liste gibt den Fortschreibungsstand vom 16. April 2020 wieder und enthält 33 Baudenkmäler.

## Baudenkmäler nach Ortsteilen

### Roden
| Lage                          | Objekt                                    | Beschreibung | Akten-Nr.     | Bild           |
| ----------------------------- | ----------------------------------------- | --- | ------------- | -------------- |
| Ansbacher Straße (Standort)   | Bildstock                                 | Postament und Pfeiler mit stark plastisch ornamentiertem Nischenaufsatz, Sandstein, Hochbarock, bez. 1699, Pfeiler erneuert | D-6-77-178-1  | BW             |
| Nähe Dertinger Hof (Standort) | Bildstock                                 | profilierter Achteckpfeiler mit Wappen und Kreuzdachaufsatz mit Säulenädikulen an drei Seiten, Sandstein, Renaissance, bez. 1591 | D-6-77-178-15 | Bildstock      |
| Nähe Dertinger Hof (Standort) | Sühnekreuz                                | mit Ritzzeichen (Steinmetzwerkzeug?), Sandstein, mittelalterlich | D-6-77-178-16 | weitere Bilder |
| Hauptstraße 31 (Standort)     | Wohnhaus                                  | eingeschossiger giebelständiger Satteldachbau, verputztes Fachwerk, 18./19. Jahrhundert | D-6-77-178-2  | BW             |
| Hauptstraße 36, 38 (Standort) | Bauernhof                                 | Bauernhaus, eingeschossiger Satteldachbau mit Zierfachwerk über hohem Sandstein-Kellergeschoss in Ecklage, bez. 1723 | D-6-77-178-3  | BW             |
| Hauptstraße 36, 38 (Standort) | Bauernhof                                 | zugehörige Nebengebäude; Hoftor, einfache Holzkonstruktion mit Satteldach, 19. Jahrhundert | D-6-77-178-3  | BW             |
| Hauptstraße 37 (Standort)     | Wohnhaus                                  | eingeschossiger giebelständiger Satteldachbau mit verputztem Fachwerk, 1722d, Umbau 1893 | D-6-77-178-4  | BW             |
| Hauptstraße 39 (Standort)     | Wohnhaus                                  | eingeschossiger giebelständiger Satteldachbau mit verputztem Fachwerk, 18./19. Jahrhundert | D-6-77-178-5  | BW             |
| Hauptstraße 51 (Standort)     | Wohnhaus                                  | eingeschossiger giebelständiger Satteldachbau mit Fachwerkgiebel, 18./19. Jahrhundert, Erdgeschoss verändert | D-6-77-178-6  | BW             |
| Hauptstraße 53 (Standort)     | Wohnhaus                                  | eingeschossiger giebelständiger Satteldachbau mit verputztem Fachwerk, 18./19. Jahrhundert | D-6-77-178-7  | BW             |
| Hinterm Dorf (Standort)       | Kalvarienberg                             | Kreuzigungsgruppe, (aus der ehem. Abteikirche Neustadt a.Main), Sandstein, bez. 1586. | D-6-77-178-38 | BW             |
| Kirchgasse 2 (Standort)       | Katholische Kuratie-Kirche Sankt Cyriakus | Saalkirche mit eingezogenem Dreiseitchor und Satteldach sowie quadratischem Chorflankenturm mit steilem Spitzhelm, Putzmauerwerk mit Sandsteingliederungen, Langhaus mit Chor, barock, bez. 1710, gotischer Turmunterbau 14./15. Jahrhundert, nachgotische Turmerhöhung Anfang 17. Jahrhundert; mit Ausstattung | D-6-77-178-8  | weitere Bilder |
| Kirchgasse 7 (Standort)       | Ehemaliger Bauernhof, Wohnhaus            | Eingeschossiger giebelständiger Zierfachwerkbau mit Satteldach und Kellersockel, 18. Jahrhundert | D-6-77-178-9  | weitere Bilder |
| Kirchgasse 9 (Standort)       | Ehemaliger Bauernhof, Nebengebäude        | Zweigeschossiger Satteldachbau auf L-förmigem Grundriss mit Fachwerkobergeschoss und Durchfahrt in Ecklage, 19. Jahrhundert | D-6-77-178-9  | weitere Bilder |
| Oberdorfstraße 18 (Standort)  | Wohnhaus                                  | eingeschossiges Frackdachhaus mit teilweise verputztem Zierfachwerk über hohem Kellersockel in Ecklage, Anfang 18. Jahrhundert | D-6-77-178-10 | BW             |
| Oberdorfstraße 21 (Standort)  | Ehemals Schule                            | dreiseitig freistehender zweigeschossiger Walmdachbau mit Sandsteinquaderfassade, klassizistisch, 1. Hälfte 19. Jahrhundert nachqualifiziert | D-6-77-178-11 | BW             |
| Oberdorfstraße 23 (Standort)  | Kellerportal                              | Rundbogig, Sandstein, bez. 154(?) | D-6-77-178-12 | BW             |
| Oberdorfstraße 36 (Standort)  | Bildstock                                 | Inschriftsockel mit Säule und Reliefaufsatz 'Marienkrönung' sowie Kreuzabschluss, Sandstein 17./18. Jahrhundert | D-6-77-178-13 | weitere Bilder |

### Ansbach
| Lage                                          | Objekt                                          | Beschreibung | Akten-Nr.     | Bild |
| --------------------------------------------- | ----------------------------------------------- | --- | ------------- | ---- |
| Alte Ruhe; Waldabteilung Schmiedsjörgkreuz () | Steinkreuz                                      | bez. 1714 nicht nachqualifiziert, im Bayerischen Denkmal-Atlas nicht kartiert | D-6-77-178-29 |      |
| Alte Ruhe (Standort)                          | Steinkreuz                                      | sogenanntes Schmiedsjörgkreuz, mit Inschrift, bezeichnet 1714 | D-6-77-178-39 | BW   |
| Brachackerweg; Zellerwegwingert (Standort)    | Bildstock                                       | Postament mit Säule und Reliefaufsatz 'Kreuzigung' sowie Kreuzbekrönung. bez. 1721 | D-6-77-178-22 | BW   |
| Dorfstraße (Standort)                         | Sühnekreuz                                      | mit Ritzzeichnung eines Dreiecks, Sandstein, mittelalterlich | D-6-77-178-19 | BW   |
| Dorfstraße 1 (Standort)                       | Sühnekreuz                                      | Sandstein, mittelalterlich | D-6-77-178-26 | BW   |
| Gigger (Standort)                             | Bildstock                                       | Stufenpostament mit abgefastem Pfeiler und Kreuztonnendach-Nischenaufsatz, Sandstein, 1849 | D-6-77-178-21 | BW   |
| Guldeholz; Waldabteilung Höhberg ()           | Grenzstein                                      | der Gemarkung Ansbach und des Fürst-Löwenstein-Rosenbergschen Waldbesitzes nicht nachqualifiziert, im Bayerischen Denkmal-Atlas nicht kartiert                                                                                   | D-6-77-178-30 |      |
| Heiligkreuz (Standort)                        | Kreuz                                           | Sandstein, angeblich 1634 errichtet | D-6-77-178-32 | BW   |
| Heiligkreuz (Standort)                        | Bildstock                                       | Postament mit Säule und Nischenaufsatz mit seitlichen Voluten sowie Kreuzbekrönung, Gittertür, Sandstein und Schmiedeeisen, bez. 1617(?)                                                                                         | D-6-77-178-31 | BW   |
| Kirchberg 5 (Standort)                        | Pfarrhof, Pfarrhaus                             | Zweigeschossiger Walmdachbau mit geohrten Sandsteinrahmungen über Kellersockel, barock, bez. 1724 | D-6-77-178-18 | BW   |
| Nähe Kirchberg (Standort)                     | Pfarrhof, Scheune                               | Bruchsteinmauerwerk mit Krüppelwalmdach und Rundbogeneinfahrt, bez. 1724 | D-6-77-178-18 | BW   |
| Kirchberg 9 (Standort)                        | Sühnekreuz                                      | Sandstein, mittelalterlich | D-6-77-178-27 | BW   |
| Langheckenstraße (Standort)                   | Bildstock                                       | diamantiertes Postament mit Säule und Kreuztonnendach-Nischenaufsatz, Sandstein, Spätrenaissance, bez. 1619 | D-6-77-178-25 | BW   |
| Nähe Kirchberg (Standort)                     | Katholische Kuratiekirche Sankt Hubertus        | Chorturmkirche mit Satteldach und Turm mit breitgelagerter welsche Haube und Laterne, Putzfassade mit Sandsteinmaßwerkfenstern, nachgotisch frühes 17. Jahrhundert, barocke Turmaufstockung 17./18. Jahrhundert; mit Ausstattung | D-6-77-178-17 | BW   |
| Nähe Rothenfelser Straße (Standort)           | Bildstock                                       | Postament mit Säule und Reliefaufsatz 'Kruzifix' sowie Kreuzbekrönung, Sandstein, bez. 1777 | D-6-77-178-28 | BW   |
| Nähe Rothenfelser Straße (Standort)           | Wegweiser mit einem Pfeilschild nach Roden      | Fima Rexroth, Eisenguss, um 1890 | D-6-77-178-40 | BW   |
| Schaab (Standort)                             | Bildstock                                       | Postament und Säule mit vierseitigem Kreuztonnendach-Reliefaufsatz: vorn 'Kruzifix' / seitlich 'Maria' und 'Johannes'/ rückseitig 'Pietà' / sowie Kreuzbekrönung, Sandstein, 19. Jahrhundert                                     | D-6-77-178-23 | BW   |
| Schaab; Urspringer Weg (Standort)             | Wegweiser mit einem Pfeilschild nach Urspringen | Fima Rexroth, Eisenguss, bezeichnet 1886 | D-6-77-178-41 | BW   |
| Schulberg 2 (Standort)                        | Wirtshausschild                                 | Ausleger mit springendem Hirschen im Medaillon, Schmiedeeisen, 19. Jahrhundert | D-6-77-178-20 | BW   |
| Urspringer Höhe (Standort)                    | Bildstock                                       | Postament mit abgefastem Pfeiler und Kreuztonnendach-Nischenaufsatz, Sandstein, bez. 1851 | D-6-77-178-24 | BW   |

### Schmittsmühle
| Lage                  | Objekt          | Beschreibung | Akten-Nr.     | Bild |
| --------------------- | --------------- | --- | ------------- | ---- |
| Rödertal 1 (Standort) | Mühle, Wohnhaus | Zweigeschossiger Satteldachbau mit Fachwerkobergeschoss, bez. 1691(?), Erdgeschoss verändert                                            | D-6-77-178-14 | BW   |
| Rödertal 1 (Standort) | Mühle           | zugehörige Nebengebäude, zweigeschossiger Zweiflügelbau teils mit Fachwerkobergeschoss und Satteldach um einen Hof, 18./19. Jahrhundert | D-6-77-178-14 | BW   |